# Liste des sénateurs de Tarn-et-Garonne

## VeRépublique
| Sénateur            | Parti          | Parti        | Période           | Période           |
| Sénateur            | Parti          | Parti        | Début             | Fin               |
| ------------------- | -------------- | ------------ | ----------------- | ----------------- |
| Pierre-Antoine Lévi |                | LC           | 1er octobre 2020  | En cours          |
| François Bonhomme   |                | DVD          | 1er octobre 2014  | En cours          |
| Yvon Collin         |                | PRG puis DVG | 31 juillet 1988   | 30 septembre 2020 |
| Jean-Michel Baylet  |                | PRG          | 2 octobre 1995    | 30 septembre 2014 |
| Jean-Michel Baylet  | 2 octobre 1986 | PRG          | 16 juin 1988      |                   |
| Jean Roger          |                | PRG          | 21 mars 1984      | 1er octobre 1995  |
| André Jouany        |                | MRG          | 28 août 1978      | 1er octobre 1986  |
| Marceau Hamecher    |                | Rad.         | 25 septembre 1977 | 27 août 1978      |
| Pierre Tajan        |                | Rad.         | 28 septembre 1975 | 20 mars 1984      |
| Adrien Laplace      |                | GD           | 28 avril 1959     | 25 septembre 1977 |
| Jean Lacaze         |                | MRG          | 28 avril 1959     | 29 juillet 1975   |

## IVeRépublique
- Frédéric Cayrou de 1946 à 1958
- Roger Delthil de 1948 à 1951
- Jean Lacaze de 1952 à 1959
- Adrien Laplace de 1958 à 1959

## IIIeRépublique
- André de Limairac en 1876
- Paul de Preissac de 1876 à 1882
- Isidore Delbreil de 1876 à 1882
- Henri Delbreil de 1882 à 1891
- Gustave Garrisson de 1882 à 1897
- Léon Rolland de 1891 à 1912
- Louis Bourgeat de 1897 à 1902
- Adrien Chabrié de 1903 à 1909
- Justin de Selves de 1909 à 1927
- Charles Caperan de 1912 à 1920
- Henri Pottevin de 1920 à 1927
- Auguste Puis de 1927 à 1934
- Gaston Bouniols de 1934 à 1934
- Roger Delthil de 1927 à 1940
- Léopold Presseq de 1935 à 1940